# 斯捷波韋 (海辛區)
48°48′13″N 29°39′15″E / 48.80361°N 29.65417°E
斯捷波韋，是烏克蘭的村落，位於該國西南部文尼察州，由海辛區負責管轄，始建於1600年，面積2.07平方公里，海拔高度246米，2001年人口31，人口密度每平方公里14.98人。